# Системи и методи за допълнително точкуване
ФИДЕ определя различни системи и методи за допълнително точкуване за класиране при равни резултати в състезанията по шахмат. Понякога те са разглеждани като вид тайбрек без допълнително състезание и често за краткост са наричани с това име. Настолните игри, както и игри с карти като бридж, използват различни критерии за класиране на играчи, които имат еднакъв общ брой точки след последния кръг. Това е необходимо, когато наградите са неделими, като титли, трофеи или квалификация за друг турнир. В противен случай играчите често споделят равните места, като паричните награди се разпределят по равно между равните играчи.
Някои тайбрекове се използват в различни видове турнири, се използват и в турнири по швейцарска система, докато други са приложими само в швейцарската система. Ако играчите са все още равни след използване на една система за тайбрек, се използва друга система и така нататък, докато равенството бъде прекъснато. Повечето от методите са числени методи, базирани на вече изиграни игри или други обективни фактори, докато някои методи изискват да се играят допълнителни игри. В шаха, където резултатите са просто победа, загуба или равенство, идеята на методите се основава на вече изиграните партии: че играчът, който е участвал в по-трудното състезание, за да постигне същия брой точки, трябва да бъде класиран по-високо. В други игри резултатите може да предоставят повече данни, използвани за прекъсване на равенства.

## Видове
Системите за допълнително точкуване са класифицирани по техния основен принцип: сума от точките на противниците, прогресивен резултат на състезателите, претеглени резултати на противниците, брой победи, оценки (рейтинг) на противниците. 
Обичайните методи за уточняване на класирането при равни точки в турнирите по шахмат и други настолни игри включват: 
- резултат в директните срещи;
- коефициент на Бухолц (BH) / – сума от точките на противниците, с които участникът е играл;
- коефициент на Солкоф (Wp, Solk) или /среден коефициент на Бухолц (CрBH) – BH без най-високия и най-ниския резултат на противниците; [3][4]
- Бразилски или съкратен коефициент на Бухолц (CBH) – BH без най-ниските резултати на противниците;
- сумарен коефициент на Бухолц (SBH) – сума от коефициентите Бухолц на противниците;
- резултат на Бухолц (RBH) – произведение от точките на участника по неговия BH;
- коефициент на Койя (Ko) – общ брой точки, отбелязани срещу всички противници, които са постигнали резултат от 50 % или повече;
- разширен коефициент на Койя (RKo) – стъпка по стъпка, за да включват групи с резултати, по-малки от 50 %;
- съкратен коефициент на Койя (СKo) – стъпка по стъпка, за да изключват групи с резултати, равни или по-големи от 50 %;
- коефициент на Зонеборн – Бергер / коефициент на Бергер / коефициент на Нойщадл (ZB, B, SB) – сума от всички точки на противниците, които участникът е победил, плюс половината от сбора от точките на противниците, с които той е завършил наравно;
- коефициент на Зонеборн – Бергер, модифициран Нойщадл (ZBMN) – сума от ZB и квадрата на точките на играча;
- коефициент на Шмулян (Sh) [3][4] или опростен коефициент на Бергер (OB) /предложен от Марк Дворецки/ – разлика между точките на всички противници, срещу които шахматистът е спечелил, и точките на всички, от които е загубил;
- коефициент на Гелбфухс (G) – сума от произведенията на отделните резултати на играча срещу всички противници по техните средни резултати за една игра, увеличени с 1;
- Рижски коефициент (R) /Рижска система/ – сума от удвоения сбор на всички точки на противниците, които участникът е победил, сбора от точките на противниците, с които той е завършил наравно, умножен по 1,5, и сбора от точките на противниците, от които е загубил; [3][4]
- коефициент на Горин (Г) – сума от учетворения сбор на всички точки на противниците, които участникът е победил, удвоения сбор от точките на противниците, с които той е завършил наравно, и сбора от точките на противниците, от които е загубил; [3][4]
- най-много победи с черните фигури;
- най-много игри с черните фигури;
- кумулативен или прогресивен коефициент (Q) – сума от натрупания брой точки след всеки кръг; по-голяма тежест на победите в началните кръгове;
- кумулативен коефициент на противниците (QР) – сума от Q на противниците;
- рейтингова сума на противниците (RСP) – сума от оценките на противниците преди турнира;
- среден рейтинг на противниците (СpRP) – RCP, разделена на броя на противниците или кръговете[5];
- съкратен (пресечен) среден рейтинг на противниците (СCpRP) – СpRP, изчислен след елиминиране на рейтингите на един или повече противници, като се започне от този с най-нисък рейтинг; [5]
- рейтинги за турнирна ефективност (RTE) – оценки на представянето в турнира (като се използва правилото за 350 точки); [5]
- представяне на противниците (РР) – концепцията е малко по-добра от оценките на противниците;
- среден коефициент (медиана);
- модифициран среден коефициент;
- коефициент на Кашдан (Ka): при победа 4 т., при равенство – 2 т., при загуба – 1 т., при неизиграна игра – 0 т. Може да се използва за изчисляване и на основните резултати, а не само за допълнителен показател. На практика във всички футболни състезания в Европа отборите получават 3 точки за победа, 1 за равенство и 0 за загуба;
- система „ARRANZ“ (при победа 1 т., при реми с белите – 0,4 т., при реми с черните – 0,6 т., при загуба – 0 т.).

## Прилагане в различни видове турнири
Системите и методите за допълнително точкуване са приложими както за индивидуални, така и за отборни състезания. В отборните освен точките за партии (1 за победа, 0,5 за реми и 0 за загуба във всяка партия) се отчитат и отборните точките за мачове (2 за победа, 1 за равенство и 0 за загуба във всеки мач). Обикновено при равенство на основния резултат (точките за партии) на двама или повече участници най-често първи допълнителен показател в индивидуалните състезания е резултатът от срещите между тях (лични срещи), а в отборните – отборните точки (точки за мачове). Следващите допълнителни показатели са в зависимост от регламента на турнира.
Генералната Асамблея на ФИДЕ през 1998 г. одобрява „Правила за прилагане на допълнителни индикатори – Приложение към Турнирните правила на ФИДЕ“. По тези правила индикаторите се прилагат за различни видове турнири в следния ред: 
1. Индивидуални кръгови турнири:
- лична среща;
- коефициент на Койя;
- коефициенти на Зонеборн – Бергер;
- брой спечелени игри.

2. Отборно състезание по кръгова система:
- точки за игри;
- точки за мачове;
- резултата от мача помежду си;
- коефициенти на Зонеборн – Бергер.

3. Лични турнири, използващи швейцарски системи (всички играчи имат сходни рейтинги):
- среден рейтинг на опонентите;
- рейтинг за ефективност на турнира.

4. Лични турнири по швейцарска система (обикновено повечето играчи имат рейтинги и те силно се различават):
- лична среща;
- сума от нарастващия брой точки; [6]
- коефициенти на Бухолц;
- коефициенти на Зонеборн – Бергер;
- брой победи.

5. Лични турнири по швейцарска система (повечето играчи нямат рейтинг):
- лична среща;
- коефициенти на Бухолц;
- коефициенти на Зонеборн – Бергер;
- брой победи.

6. Отборни състезания по швейцарска система:
- точки за партии;
- точки за мачове;
- резултат от мача/мачовете помежду си;
- коефициенти на Бухолц;
- коефициенти на Зонеборн – Бергер.

### Особености
Правилата за използване на допълнителни индикатори са помощ за организаторите на състезания, но не и догма. Те си запазват правото да избират между малката логика на сбора от нарастващия брой точки (наричан обикновено коефициент на прогрес) и липсата на проблеми, от една страна, и например логическия коефициент на Бухолц, но с възможни проблеми, ако има плюсове и минуси вместо единици и нули, или в случай на теоретично възможен резултат от "0,5:0". 
Конгресът на ФИДЕ през 2009 г. решава как да се третират неизиграните игри в швейцарските турнири. Има две гледни точки: 
- за самия играч, който получава резултат по подразбиране или отсъства;
- за опонентите в други кръгове на играча, който получава резултат по подразбиране.

Допълнителните показатели се изчисляват съгласно заложените параметри в утвърдения от ФИДЕ специализиран софтуер „Swiss Manager“.
Някои турнири изобщо не използват коефициент за класиране на състезатели с равни точки (например, турнирът в Линарес е давал предимство на играча с най-много победи), а други изобщо не използват метод за разграничаване на участници с равни резултати, споделяйки предлаганите парични награди между играчите. В национални първенства или събития, които действат като квалификационни турнири за други, може да има тайбрек на ускорен шах или блиц между изравнените играчи.